# Tweede Kamerverkiezingen 1989/Kandidatenlijst/Vrouwenpartij
Dit is de kandidatenlijst voor de Tweede Kamerverkiezingen 1989 van de Vrouwenpartij.

## De lijst
1. Nel Roggeband-Baaij - 8.140 stemmen
2. Nel Wellekens - 806
3. Betty Nahon - 406
4. Elizabeth Schadee-Hartree - 368
5. Chandra Ramdoelare Panday-Ori - 179
6. Conny Henny-Blaauw - 109
7. Emmy Deira - 140
8. Ineke Veldhuis - 117
9. Lottie Schenk-de Jong - 155
10. Wietske Kuipers-Planje - 132
11. Patrice van de Vorst - 80
12. Marga Doodeman - 198
13. Trees Lambregts-Brautigam - 90
14. Lee de Haan-Klunder - 48
15. Rixt Rijpkema - 63
16. Jeanne van der Velden - 96
17. Hannie Wilgehof-Tretmans - 73
18. Els Lalk - 42
19. Sylvie Lohlefink-Zuhorn - 56
20. Janneke Fey - 92
21. Anna Lont - 73
22. Cecile Crutzen - 133
23. Els Brouwer - 125
24. Ger ter Schiphorst-Mannak - 17
25. Joyce Ronkes Agerbeek-Stokkink - 51
26. Ted Raaijmakers - 19
27. Jophien van Vaalen - 59
28. Elke Dijkhuis - 43
29. Erna Wasch - 28
30. Anke van Geel - 191

CDA · PvdA · VVD · D66 · SGP · Groen Links · GPV · RPF · VCN · SP · Humanistische Partij · Milieu Defensie Partij 2000+ · PDS · Realisten Nederland · AWP · Bejaarden Centraal · Vrouwenpartij · Socialistische Minderheden Partij · Centrumdemocraten · De Groenen · PPvO · VMP · SAP · Grote Alliance Partij · Staatkundige Federatie